# No Mercy (2000)
Pour les articles homonymes, voir No Mercy.
No Mercy 2000 s'est déroulé le 22 octobre 2000 au Pepsi Arena de Albany, New York.
| Matchs | Stipulation                                      | Durée | |
| --- | ------------------------------------------------ | ----- | --- |
| The Dudley Boyz (Bubba Ray et D-Von) def. Too Cool (Scotty Too Hotty et Grand Master Sexay), Lo Down (Chaz et D'Lo Brown), Tazz et Raven et The Goodfather et Bull Buchanan | Dudley Boyz Invitational Tables Match            | 12:18 | - Too Cool def. Lo Down (3:54) - Tazz et Raven ont effectué une double suplex sur Scotty 2 Hotty à travers une table pour éliminer Too Cool (7:10) - The Dudley Boyz ont porté une leg drop sur Tazz à travers une table pour éliminer Tazz et Raven (9:18) - The Dudley Boyz ont éliminé The Goodfather et Bull Buchanan avec un 3D sur The Goodfather à travers une table (12:18) |
| Chris Jericho def. X-Pac | Steel cage match                                 | 10:40 | - Jericho a remporté le match en s'échappant de la cage après un Dropkick dans l'entre-jambes de X-Pac. |
| Val Venis et Steven Richards def. Chyna et Mr. Ass | Tag Team match                                   | 7:10  | - Venis a réalisé le compte de trois sur Chyna après une intervention de la part d'Eddie Guerrero. |
| Steve Austin vs Rikishi match nul | No Holds Barred Match                            | 9:21  | - Le match était déclaré nul après qu'Austin a tenté d'écraser Rikishi avec sa camionnette. |
| William Regal (c) def. Naked Mideon | Match pour le WWF European Championship          | 6:10  | - Regal a effectué le tombé sur Mideon après un Regal Cutter. - Regal conserve le WWF European Championship. |
| Los Conquistadores (Edge et Christian) def. The Hardy Boyz (Matt Hardy et Jeff Hardy (c)                                                                                    | Tag Team match pour le WWF Tag Team Championship | 10:52 | - Dos (aka Christian) a effectué le tombé sur Matt après un Unprettier. - Los Conquistadores remportent le WWF Tag Team Championship |
| Triple H def. Chris Benoit | Match simple                                     | 18:43 | - Triple H a effectué le tombé sur Benoit après un Pedigree. |
| *Kurt Angle def. The Rock (c) | Match pour le WWF Championship                   | 21:42 | - Angle a effectué le tombé sur le Rock après un Angle Slam. - Angle remporte le WWF Championship |